# 鳩江区
鳩江区（きゅうこう-く）は、中華人民共和国安徽省蕪湖市に位置する市轄区。

## 行政区画
- 街道:四褐山街道、裕渓口街道、官陡街道、湾里街道、清水街道、竜山街道、万春街道
- 鎮:沈巷鎮、二壩鎮、湯溝鎮、白茆鎮